# 龍と魔法使い
『龍と魔法使い』（りゅうとまほうつかい）は、榎木洋子による日本のライトノベル。イラストは後藤星が担当している。コバルト文庫（集英社）より1993年9月から2000年7月まで刊行された。

## あらすじ
フウギ国の七賢人に属する魔法使い・タギは、風魔鳥に襲われた風龍の卵を守りきった事で、生まれた子供の名付け親になる栄誉を与えられた。タギは、その子供にシェイラギーニ（シェイラ）と名付けたが、それが縁となり2人の冒険が始まるのであった。

## 登場人物
タギ
本作の主人公の一人。フウキ国の七賢人に属する魔法使い。魔法は屈指の腕前だが、傍若無人な為にトラブルが絶えない。しかし、強い信念と行動力、面倒見の良さから、信頼されている。
捨て子として七賢人の長ダーに拾われ、魔法使いの教育を受けて育つ。若くして七賢人の座についたが、ゼルダ姫の起こした反乱をきっかけに、国外へと出奔し、自由な旅に出る。
シェイラギーニ
本作の主人公の一人。通称シェイラ。風龍の娘。人間態では、金髪と紫瞳の少女の外見をしている。名付け親・タギの事が大好きで、常に彼と行動を共にする。
レン
タギの親友。七賢人の中で、最年少。性格は、タギとは反対に温厚で落ち着いているが、怒ると怖い。
シェルロー
フウキの守龍。シェイラの父親でタギとは友情を誓い合った仲。人間態では金髪の美丈夫となる。
リデル
天使族の女性。最後の純血の天使族で、東の果て半島にある天使族の隠れ里で育った。金髪に青い瞳の美女で、天使族としても桁違いの魔力を持つ。
イェンセン
火龍。寛大かつ陽気な性格で、料理が好き。龍の背骨山脈に住む自由な龍で、サラマーエンの守龍イェークとは従兄弟にあたる。
ダー
七賢人の長老。タギの育ての親。温厚な性格。

## 用語
守龍
国を守護する龍。
風龍
空属性の龍。個体数では火龍に劣らず、異種間婚姻は風火間で最も多い。寿命は、約1300年。銀白の体色を持つ。
火龍
火属性の龍。龍の中で、個体数が最も多い種族。陽気な性格で、龍の中でも短命な為、守龍になりやすい。寿命は、約1200年。体色は、銀朱。
地龍
地属性の龍。長寿な反面、子孫を残しにくい為、守龍に向かない。体色は、銀緑。寿命は、約2000年。
水龍
水属性の龍。個体数は、龍族の中で最も少ないが、姿は龍族の中でも優美とされる。体色は、銀青。寿命は、約1500年。
七賢人
フウキ国の中で屈指の力を持つ魔法使いに与えられる称号。

## 既刊一覧

### 小説
- 榎木洋子（著） / 後藤星（イラスト）、集英社〈コバルト文庫〉、全15巻
  - 『龍と魔法使い 1』1993年9月10日第1刷発行（9月3日発売[2]）、ISBN 4-08-611773-8
  - 『龍と魔法使い 2』1994年8月10日第1刷発行（8月3日発売[3]）、ISBN 4-08-611879-3
  - 『龍と魔法使い 3』1995年2月10日第1刷発行（2月3日発売[4]）、ISBN 4-08-614035-7
  - 『龍と魔法使い 4』1995年4月10日第1刷発行（4月1日発売[5]）、ISBN 4-08-614058-6
  - 『龍と魔法使い 5』1995年6月10日第1刷発行（6月2日発売[6]）、ISBN 4-08-614078-0
  - 『龍と魔法使い 6』1995年10月10日第1刷発行（10月3日発売[7]）、ISBN 4-08-614116-7
  - 『龍と魔法使い 7』1996年1月10日第1刷発行（1995年12月22日発売[8]）、ISBN 4-08-614150-7
  - 『龍と魔法使い 8』1996年6月10日第1刷発行（6月1日発売[9]）、ISBN 4-08-614200-7
  - 『龍と魔法使い 9』1996年8月10日第1刷発行（7月25日発売[10]）、ISBN 4-08-614221-X
  - 『龍と魔法使い 10』1996年12月10日第1刷発行（11月1日発売[11]）、ISBN 4-08-614250-3
  - 『龍と魔法使い 龍の娘編 1』1997年5月10日第1刷発行（4月25日発売[12]）、ISBN 4-08-614315-1
  - 『龍と魔法使い 龍の娘編 2』1997年8月10日第1刷発行（7月25日発売[13]）、ISBN 4-08-614353-4
  - 『龍と魔法使い 龍の娘編 3』1998年2月10日第1刷発行（2月3日発売[14]）、ISBN 4-08-614421-2
  - 『龍と魔法使い 外伝 1』1999年3月10日第1刷発行（3月3日発売[15]）、ISBN 4-08-614564-2
  - 『龍と魔法使い 外伝 2』2000年8月10日第1刷発行（7月26日発売[16]）、ISBN 4-08-614745-9

### 漫画
- 榎木洋子（原作） / 後藤星（作画） 『龍と魔法使い』 集英社〈YOUコミックス〉、1997年12月17日発売[17]、ISBN 4-08-862396-7

### 関連書籍
- 『龍と魔法使い公式ガイドブック』1996年4月25日発売[18]、ISBN 4-08-614191-4